# Lamkawee
Lamkawee is een bestuurslaag in het regentschap Aceh Besar van de provincie Atjeh, Indonesië. Lamkawee telt 631 inwoners (volkstelling 2010).